# Bernhard Rühling
Bernhard Rühling (Stuttgart, 14 de febrero de 1969) es un deportista alemán que compitió en remo.
Ganó cinco medallas en el Campeonato Mundial de Remo entre los años 1992 y 1999. Participó en los Juegos Olímpicos de Sídney 2000, ocupando el cuarto lugar en la prueba de doble scull ligero.

## Palmarés internacional
| Campeonato Mundial | Campeonato Mundial       | Campeonato Mundial | Campeonato Mundial  |
| Año                | Lugar                    | Medalla            | Prueba              |
| ------------------ | ------------------------ | ------------------ | ------------------- |
| 1992               | Montreal (Canadá)        | Medalla de bronce  | Cuatro scull ligero |
| 1993               | Račice (República Checa) | Medalla de plata   | Cuatro scull ligero |
| 1995               | Tampere (Finlandia)      | Medalla de plata   | Cuatro scull ligero |
| 1997               | Aiguebelette (Francia)   | Medalla de bronce  | Doble scull ligero  |
| 1999               | St. Catharines (Canadá)  | Medalla de bronce  | Doble scull ligero  |